# Caconemobius
Caconemobius é um género de insecto da família Gryllidae.
Este género contém as seguintes espécies:
- Caconemobius howarthi
- Caconemobius schauinslandi
- Caconemobius varius